# Catherine Viollet
Pour les articles homonymes, voir Viollet.
Catherine Viollet, née en 1953 à Chambéry, est une artiste peintre française.

## Biographie
Catherine Viollet vit à Malakoff. Elle suit une formation artistique à l'École des beaux-arts de Quimper et à l'École des arts décoratifs de Nice.
Associée à la Figuration libre lors de l’exposition « Finir en beauté » avec Robert Combas, Di Rosa, Jean-Charles Blais, Rémi Blanchard, François Boisrond notamment, Catherine Viollet définit ensuite son itinéraire propre entre la figuration et l’abstraction.
La particularité du travail de Catherine Viollet  tient à l'association  du dessin et de la peinture, du fusain et de l’huile.
La rencontre de ces deux spécificités renvoie aux préoccupations de l’artiste lorsqu’elle participait avec d’autres au mouvement de la Figuration Libre.

« Toute problématique est un carcan. D’ailleurs, depuis quelque temps, j’ai envie de peindre autrement... Ne faut-il pas élargir le registre de ses possibilités ? Pourquoi revient-on à une peinture plus figurative ? D’abord, il ne s’agit pas d’opposer abstraction/figuration, mais peut-être d’avoir la souplesse de jouer des deux... »

— Catherine Viollet 1981

## Expositions récentes
- 2005 : Centre d’art de l’Yonne Fondation pour l'art contemporain, Caisse d'Epargne de Midi-Pyrénées, Toulouse
- 2004 : Maison des Arts, Malakoff
- 2002 : Centre des Arts, Douarnenez
- 2001 : Musée Faure, Aix-les-Bains
- 1999 : galerie municipale Julio González, Arcueil — galerie Corinne Caminade, Paris — galerie Kandler, Toulouse
- 1997 : galerie Kandler, Toulouse

## Ouvrage illustré
- Alin Avila, Une figure libre, éditions yeo pour area